# Oxford
Oxford je město a nemetropolitní distrikt v hrabství Oxfordshire s přibližně 148 tisíci obyvateli. Nachází se zde nejstarší univerzita v anglicky mluvících zemích – University of Oxford. Oxford je označován jako „město snové nálady“ – termín použitý Matthewem Arnoldem s odkazem na harmonickou architekturu univerzitních budov. Protéká jím řeka Temže, která je v úseku asi 15 km známa jako „Isis“.

## Historie
Oxford byl osídlen Sasy a byl znám jako „Oxenaforda“. V 8. století zde byl založen klášter svaté Frideswidy – první zmínka o něm se objevila v Anglosaské kronice z roku 912. V 10. století se stal Oxford důležitým vojenským hraničním městem mezi Mercií a Wessexem a byl několikrát napaden Dány. Svatá Frideswida je patronkou města i univerzity.
Význam Oxfordu se projevil také v tom, že obdržel od Jindřicha II. privilegia, která jeho obyvatelům zajišťovala stejná práva jaká požívali obyvatelé hlavního města. V té době zde bylo vybudováno mnoho církevních staveb. Založeno bylo Rewleyské opatství cisterciáckého řádu a kláštery řádu dominikánů, františkánů, karmelitek a jiných. V 13. století probíhala v Oxfordu často i jednání parlamentu. V tomto období začalo ale také vzrůstat napětí mezi městem a univerzitou, které vyústilo v porobení města a snížení jeho občanského významu.

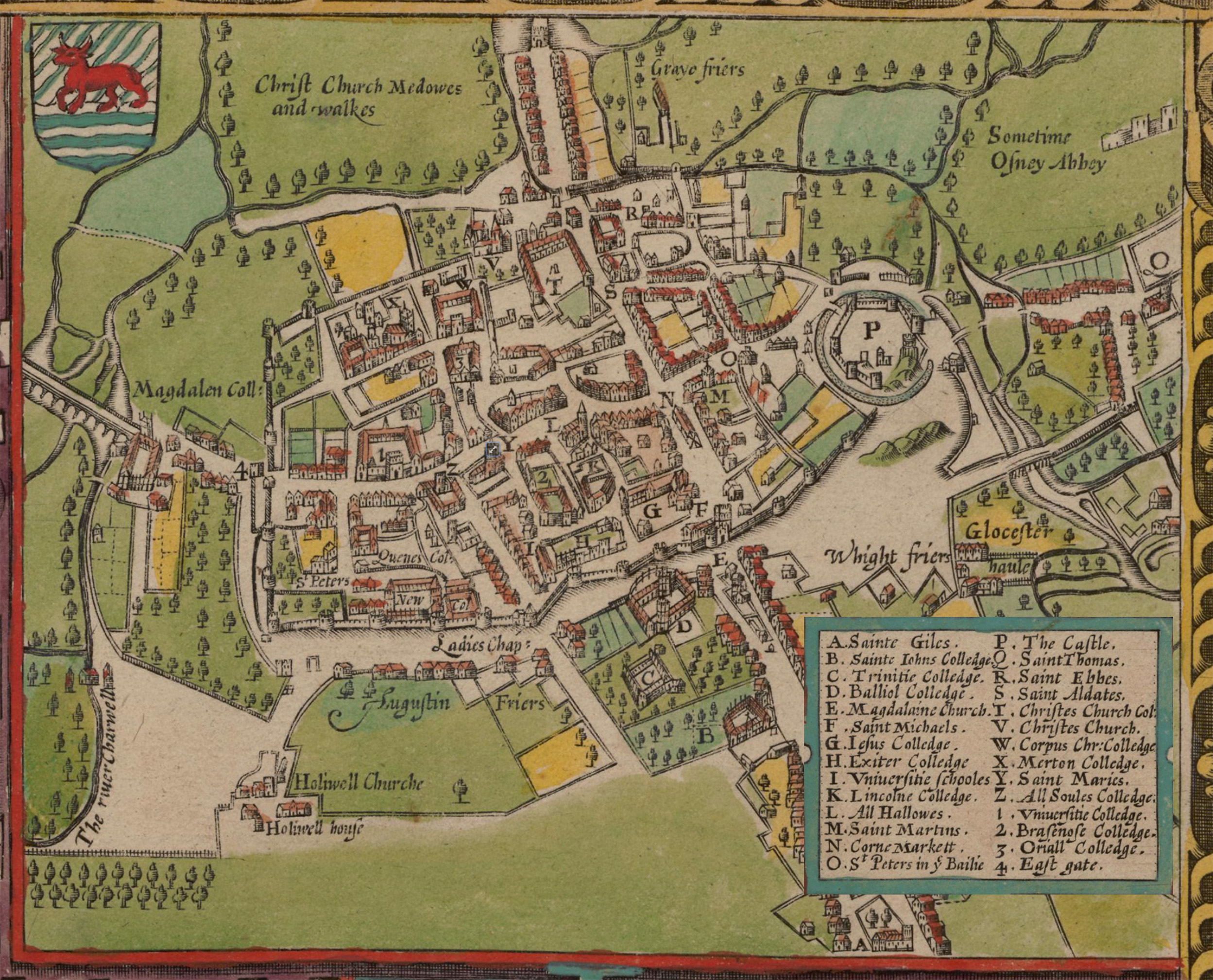
Mapa Oxfordu z roku 1605 od Johna Speeda

První zmínka o univerzitě pochází z 12. století. Nejstaršími fakultami byly University College (1249), Balliol (1263) a Merton (1264); založeny byly v období, v němž začala být v Evropě překládána díla řeckých filozofů. Ta měnila evropskou ideologii, podporovala vědecké výzkumy a pokrok v umění a měnila názor společnosti na samu sebe. Vznik zmíněných fakult byl podporován církví proto, aby došlo ke smíru mezi řeckou filozofií a křesťanskou teologií.
Christ Church Cathedral je jedinečná v tom, že byla založena jako univerzitní kaple i katedrála zároveň. Původně se jednalo o chrám svaté Frideswidy, který byl, krátce před tím než se stal roku 1546 katedrálou oxfordské diecéze, rozšířen a začleněn do struktury Cardinal’s College. Vztahy mezi občany města a univerzitní komunitou nebyly nikdy příliš vřelé a jednoduché, o čemž svědčí i to, že roku 1355 na „St Scholastica Day“ došlo k zabití několika studentů.
V roce 1642, v období anglické občanské války, sídlil v Oxfordu  Karel I. se svým dvorem poté, co byl vyhnán z Londýna, a to i přesto, že parlamentaristé měli ve městě silnou podporu – Oxford se jim vzdal právě roku 1642. V době velkého moru se do města přestěhoval dvůr Karla II.

Znak Oxfordu. Motto znamená „Pravda je silná“.

Roku 1790 byl Oxford spojen Oxfordským kanálem s Coventry. Roku 1796 vybudovala společnost vlastnící tento kanál propojení s řekou Temží a tato spojnice byla pojmenována Isi Lock. V období okolo roku 1840 společnosti Great Western Railway a London and North Western Railway spojily Oxford s Londýnem.
Stavitelem Oxfordské radnice byl Henry T. Hare. Její základní kámen byl položen 6. července 1893 a otevřena byla Eduardem VII. 12. května 1897. Stojí na místě, kde sídlila již od roku 1292 místní správa.
Od počátku 20. století zaznamenal Oxford výrazný rozvoj, jehož hnacím motorem se stal tiskařský a nakladatelský průmysl. Ve 20. letech 20. století došlo založením Morris Motor Company k významné změně struktury ekonomiky města. V továrně v Cowley na jihovýchodním okraji města, kde se hromadně vyráběly automobily, bylo zaměstnáno velké množství obyvatel. V 70. letech 20. století zde pracovalo asi 20 000 pracovníků, i když již v 80. letech došlo ke znatelnému poklesu výroby. Oxford tak má v současnosti dvě tváře – na západ od Magdalen Bridge se nachází univerzitní část a na východ automobilová část.

## Obyvatelstvo
Vliv přistěhovalců hledajících práci v automobilových závodech, nedávná vlna imigrace z jihovýchodní Asie a rozsáhlá studentská komunita vytváří z Oxfordu kosmopolitní město. To se projevuje především v oblastech Headingtonu a Cowley Road s mnoha bary, kavárnami, restauracemi, kluby, exotickými obchody a rychlým občerstvením. Oxford s 19,3 % obyvatel narozených mimo Velkou Británii patří mezi města s nejvíce různorodou populací, o čemž svědčí i to, že podle sčítání obyvatel z roku 2001 tvoří 23,2 % obyvatel etnické menšiny a 12,9 % obyvatel nejsou běloši.
Etnický původ (sčítání v roce 2011):
- 77,7 % – běloši (63,6% bílí Britové)
- 12,4 % – Asiaté
- 4,6 % – černoši
- 4,0 % – míšenci
- 0,6 % – Arabové
- 0,7 % – ostatní

Náboženství (sčítání v roce 2011):
- 48,0 % – křesťanství
- 6,8 % – islám
- 1,3 % – hinduismus
- 0,3 % – sikhismus
- 0,9 % – buddhismus
- 0,7 % – judaismus
- 0,5 % – ostatní náboženství
- 33,1 % – bez vyznání
- 6,3 % – neuvedeno

## Správa

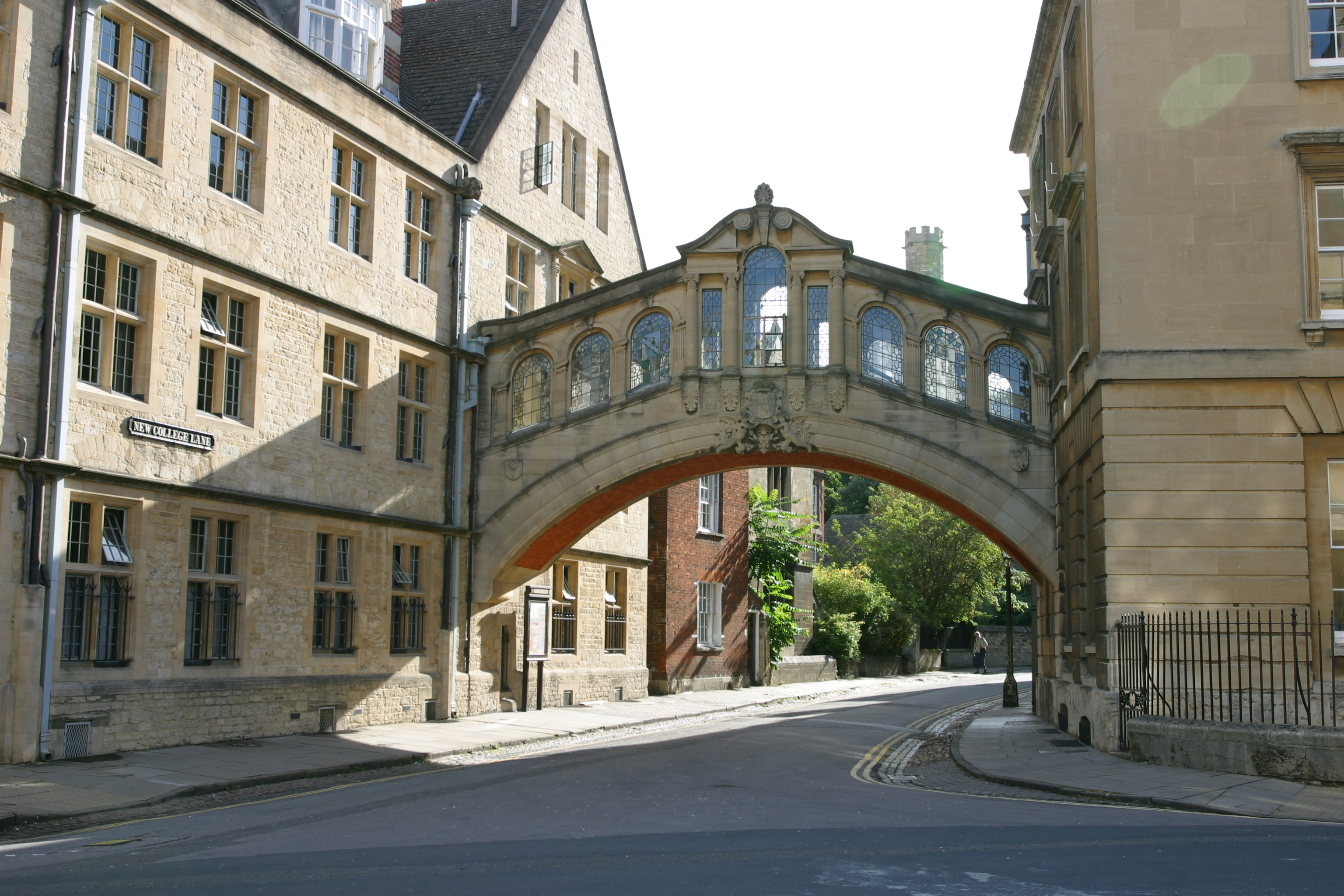
Bridge of Sighs

Od roku 2002 se konají volby do rady města každý sudý rok a délka mandátu jednotlivých radních trvá 4 roky. Volební obvod je zastoupen dvěma radními, takže v každých volbách je volen jeden z každého obvodu. Dříve byla frekvence voleb tříletá.
Ačkoli Oxford tvoří kompaktní obydlenou oblast, existují v jeho rámci čtyři obce s obecními radami - Blackbird Leys, Littlemore, Old Marston a Risinghurst and Sandhills.
Oxford je rozdělen na dva volební obvody do parlamentu - Oxford East a Oxford West a Abingdon.

## Doprava
Oxford se nachází asi 90 km severozápadně od Londýna a asi 100 km jihovýchodně od Birminghamu. Dálnice M40 prochází asi 12 km od města. Silnice A34 spojující Hampshire a Midlands probíhá Oxfordem a tvoří část jeho západního obchvatu. Dalšími důležitými silnicemi jsou A40 spojující město s Londýnem a A420 směřující k Bristolu.
Železnice spojuje město s Paddingtonem v Londýně, Bournemouthem, Worcesterem, Birminghamem, Coventry, Banbury a Bicesterem. Linka do Bicesteru je částí původní trasy spojující Oxford s Cambridge známé jako Varsity Line. Část této linky byla roku 1967 zrušena.
Oxfordský kanál spojuje město s oblastí Midlands a poblíž města i s řekou Temží. Řeka Temže umožňuje spojení s mořem, v současnosti se ale používá spíše pro vyhlídkové plavby.
Malé soukromé Oxfordské letiště v Kidlingtonu odbavuje obchodní a soukromé lety.
Místní autobusová doprava je zabezpečována dvěma společnostmi – Oxford Bus Company a Stagecoach South Midlands. Autobusy obou společností využívají autobusové stanoviště Gloucester Green Bus Station umístěné na západním okraji centra města. Spojení je poskytováno především ve směru na Londýn, Cambridge a Northampton. Oxfordem projíždějí i některé linky společnosti National Express vedoucí z oblasti Midlands a severu země na jih a jihozápad. Příměstské spoje do okolních měst a vesnic zajišťuje společnost Thames Travel se sídlem ve Wallingfordu.

## Kultura

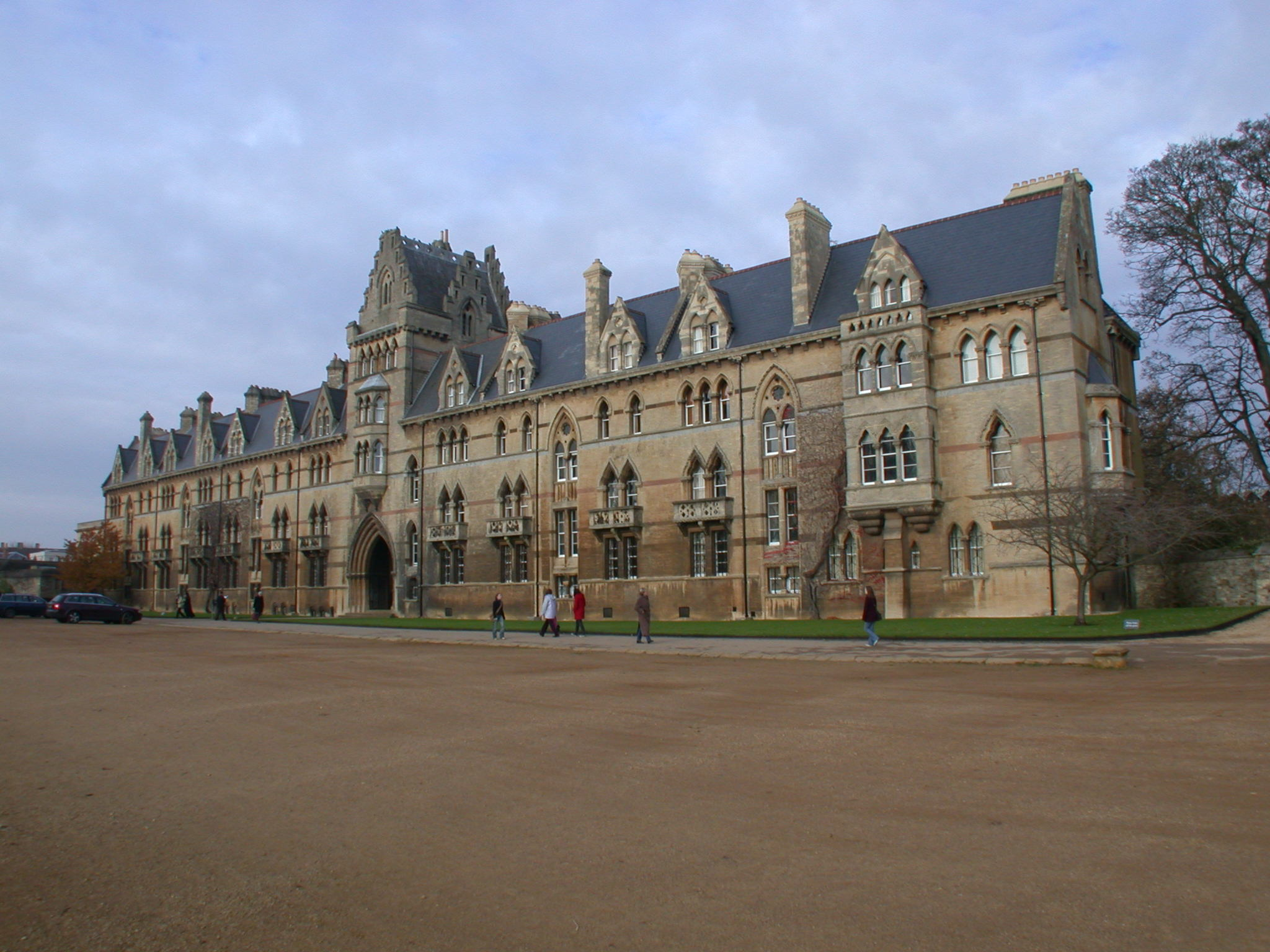
Christ Church college

### Muzea a galerie
- University of Oxford
- Ashmolean Museum – nejstarší britské muzeum
- Pitt Rivers Museum
- Museum of Natural History
- Museum of the History of Science – nejstarší účelově postavené muzeum
- Bate Collection of Musical Instruments

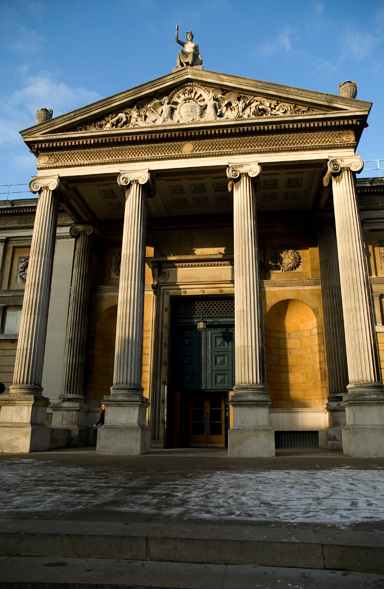
Ashmolean Museum

- Museum of Oxford
- Museum of Modern Art
- Science Oxford
- OVADA

### Divadla a kina
- Oxford Playhouse na Beaumont Street
- New Theatre na George Street
- Burton Taylor Theatre na Worcester Street
- Old Fire Station Theatre na George Street
- Pegasus Theatre na Magdalen Road
- Ultimate Picture Palace na Cowley Road
- Phoenix Picturehouse na Walton Street
- Odeon Cinema na George Street
- Odeon Cinema na Magdalen Street
- Vue Cinema na Grenoble Road

### Tisk a média
Mezi populární noviny v Oxfordu je možno zařadit týdeník Oxford Times, bulvární Oxford Mail, Oxford Star a Oxford Journal. Ve městě a jeho okolí vysílá několik lokálních rozhlasových stanic – BBC Radio Oxford, Fox FM, FM107.9 a Oxide – Oxfordská studentská rozhlasová stanice. Televizní vysílání je zastoupeno Six TV a místní redakcí BBC TV, která vytváří podklady pro lokální vysílání ze Southamptonu.

## Vzdělání
V Oxfordu sídlí neobvykle velké množství středních škol, v nichž jsou vzdělávání studenti z celého světa. Existují zde tři církevní školy, které udržují tradici chlapeckých škol, ale většina z nich je z pohledu výsledků zkoušek pod celostátním průměrem.
Oxfordské střední školy:
- Cheney School
- Cherwell School

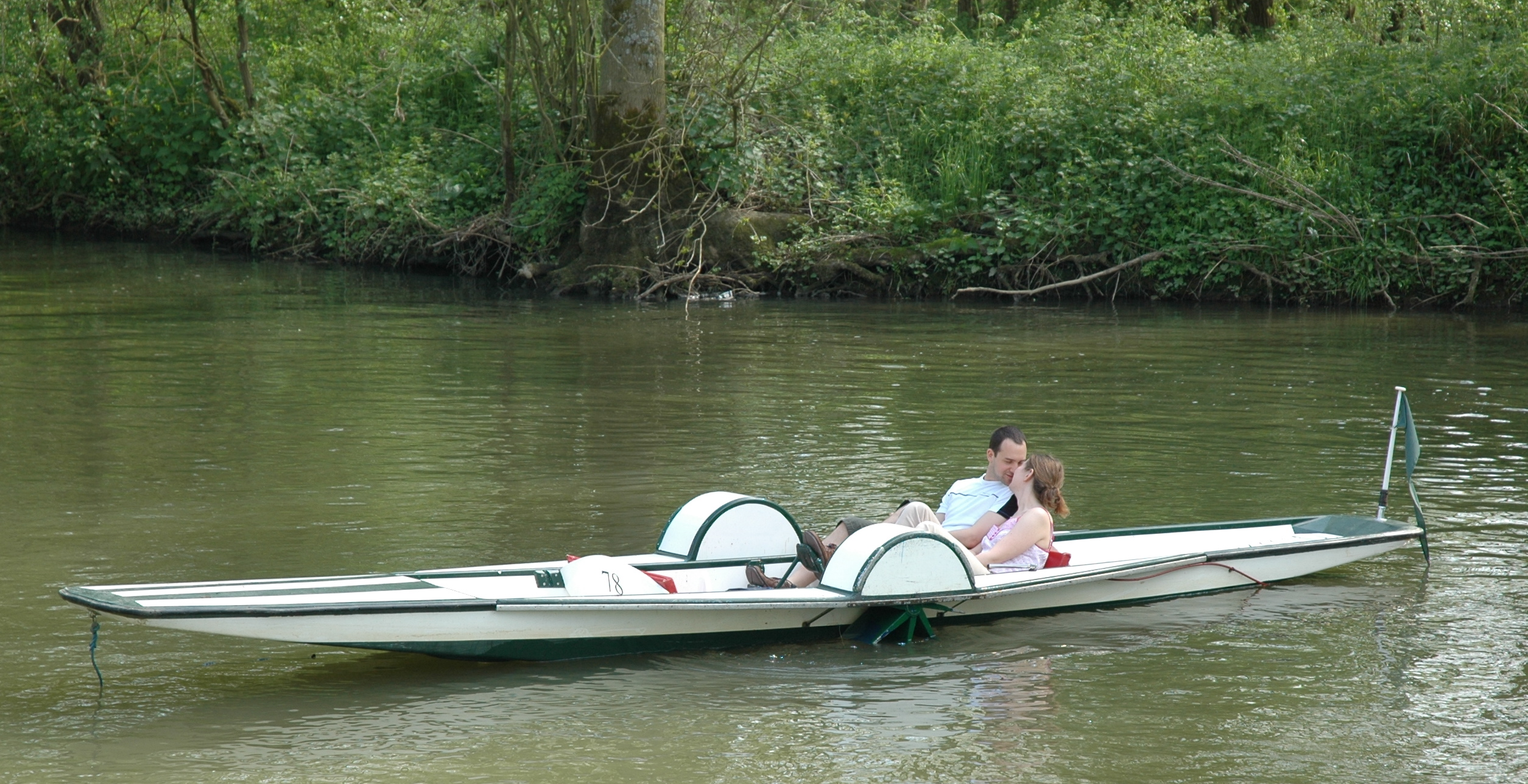
Pramice na řece Cherwell

- Christ Church Cathedral School (církevní škola)
- Dragon School
- Headington School
- Magdalen College School (církevní škola)
- New College School (církevní škola)
- d'Overbroeck's College
- Oxford High School
- Oxford Community School
- Peers School
- Rye St Antony School
- St Clare's College
- St Edward's School
- St Gregory the Great School
- Summer Fields School
- Wheatley Park School

Druhá Oxfordská univerzita, Oxford Brookes University vzniklá z původní Oxford School of Art, sídlí na Headington Hill obdržela status univerzity v roce 1991 a v posledních pěti letech byla hodnocena jako nejlepší z nových vysokých škol Velké Británie.

## Turistické atrakce
V Oxfordu se nachází velké množství turistických atrakcí, z nichž velká část patří univerzitě. V centru města se mimo jiných zajímavostí nachází Carfax Tower – jediná dochovaná část kostela svatého Martina pocházejícího z 13. století. Mnoho obchodů se suvenýry a jiným zajímavým zbožím pro turisty je rozmístěno na Covered Market. V letním období jsou populární vyjížďky na pramicích po řekách Cherwell a Temži.

### Náboženské památky
- Oxfordská katedrála

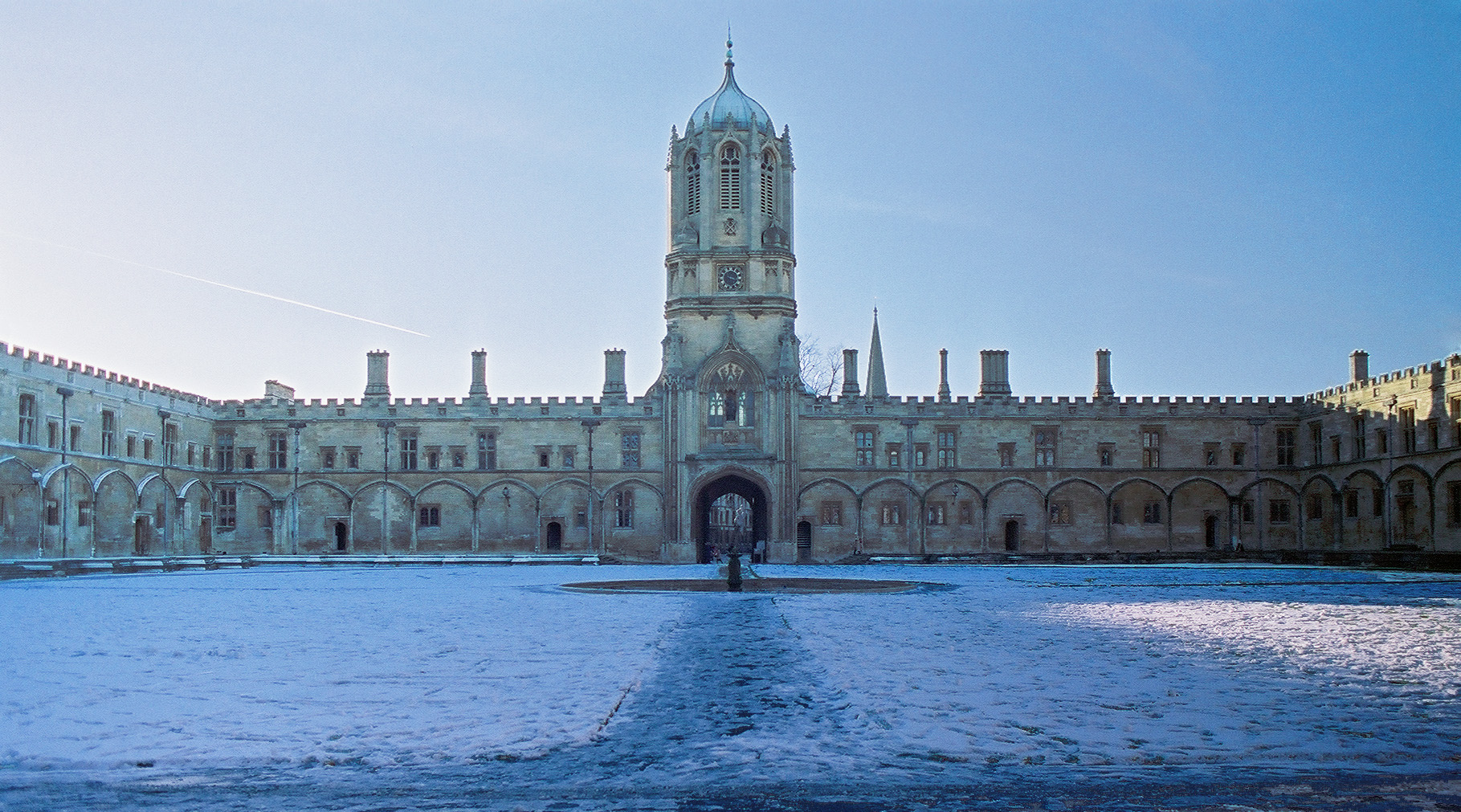
Christ Church Cathedral

- Kostel panny Marie (univerzitní kaple)
- Martyrs' Memorial
- St Bartholomew's Chapel
- katedrála Christ Church
- University Church of St Mary the Virgin

### Univerzitní památky

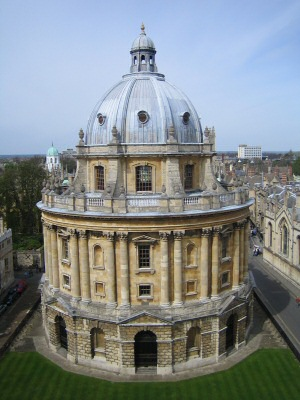
Radcliffe Camera - jedna z budov Bodleian Library

- Bodleian Library
- Clarendon Building
- Radcliffe Camera
- Sheldonian Theatre
- Oxford University Press

### Parky
- University Parks
- University Botanic Garden
- Christ Church Meadow
- Port Meadow
- Mesopotamia
- Angel & Greyhound Meadow
- Cutteslowe Park
- Florence Park
- South Park
- Warneford Meadow

## Osobnosti města
- Harold I. (1015?–1040), anglický král
- George Berkeley (1685–1753), irský filozof a teolog
- Otto Neurath (1882–1945), rakouský filozof
- Dorothy L. Sayersová (1893–1957), anglická spisovatelka a překladatelka známá svými detektivními příběhy
- Clive Staples Lewis (1898–1963), irský spisovatel fantasy
- Edward Evan Evans-Pritchard (1902–1973), britský sociální antropolog a religionista
- Nikolaas Tinbergen (1907–1988), nizozemský a britský biolog, etolog a ornitolog, nositel Nobelovy ceny
- John Langshaw Austin (1911–1960), britský filozof
- Peter Frederick Strawson (1919–2006), britský analytický filozof
- Abdus Salam (1926–1996), pákistánský teoretický fyzik a astrofyzik, nositel Nobelovy ceny
- P. D. Jamesová (1920–2014), anglická spisovatelka hlavně detektivních příběhů
- Leszek Kołakowski (1927–2009), polsko-britský filozof a historik
- Nik Turner (1940–2022), anglický hudebník
- Laura Mulvey (* 1941), britská režisérka, scenáristka, producentka, filmová a kulturní teoretička
- Stephen Hawking (1942–2018), britský teoretický fyzik
- Jacqueline du Pré (1945–1987), britská violoncellistka
- Humphrey Carpenter (1946–2005), britský životopisec, spisovatel a rozhlasový hlasatel
- Hugh Laurie (* 1959), britský herec, hudebník, spisovatel
- Jayne Soliman (1968–2009), britská krasobruslařka a trenérka
- Madeleine Wickhamová (* 1969), britská novinářka a spisovatelka
- Tim Henman (* 1974), bývalý britský tenista
- Emma Watsonová (* 1990), britská herečka

## Partnerská města
- Bonn, Německo
- Grenoble, Francie
- Leiden, Nizozemsko
- León, Nikaragua
- Perm, Rusko
- Padova, Itálie